# Бела (Болгарія)
Бе́ла (болг. Бела) — село у Видинській області Болгарії. Входить до складу общини Димово.

## Населення
За даними перепису населення 2011 року у селі проживали 108 осіб, усі — болгари.
Розподіл населення за віком у 2011 році:
Динаміка населення: